# フェアトレード・タウン

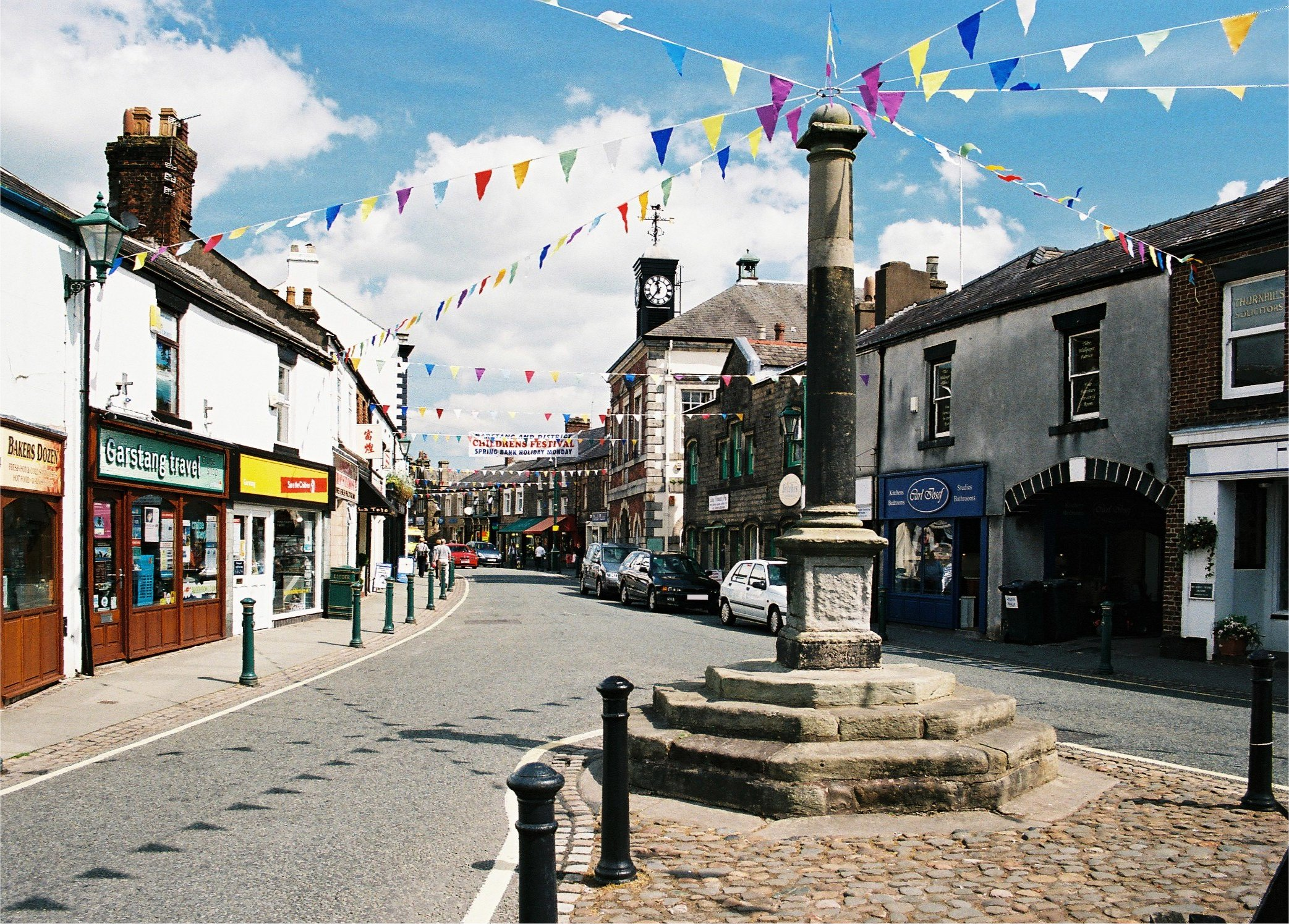
世界初のフェアトレードタウンであるイギリス連邦イングランド国北西イングランド地方ランカシャー州にあるワイア郡ガースタン町

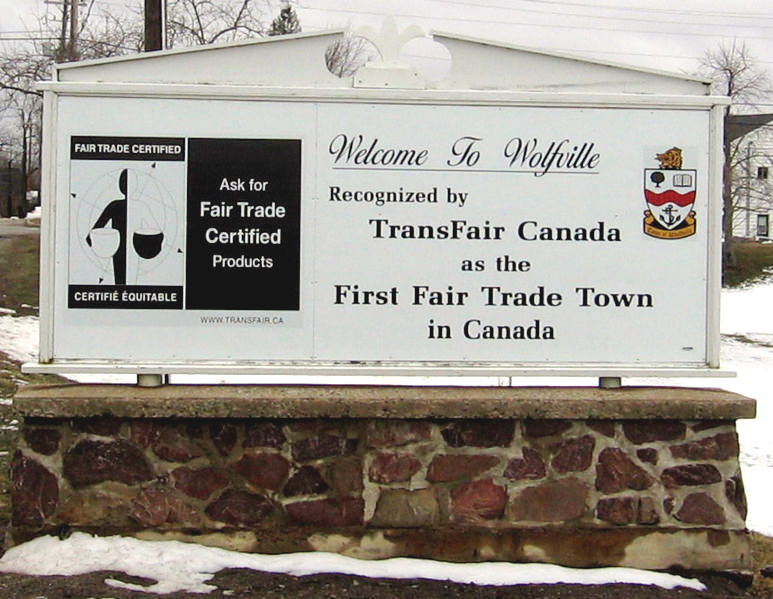
カナダの町ノバスコシア州ウルフビルに在るフェアトレード・タウン宣言

フェアトレード・タウン（Fairtrade Town）とは、発展途上国の原料や製品を適正な価格で継続的に購入することを旨とした「公平貿易証明」がなされた商品（フェアトレード製品）の利用を促進しているとして、公正貿易証明団体から認定された都市である。
公正貿易証明団体には、イギリスにあるフェアトレード財団 (Fairtrade Foundation) 、カナダのトランスフェア・カナダ (TransFair Canada) などがある。また、フェアトレード・タウンの概念を拡張した「フェアトレード市」、「フェアトレード村」、「フェアトレード・ゾーン」、「フェアトレード・バーロー（自治町村）」、「フェアトレード・アイランド」、「フェアトレード・カントリー（郡）」、「フェアトレード・ユニバーシティ」などの称号もある。このような団体の一部は英語版の記事 (List of Fairtrade settlements) を参照。

## 歴史
世界で初めてのフェアトレード・タウンは、2001年のイギリスガースタン (Garstang) であった。これを推進したのはガースタン・オックスファム (Oxfam) グループと、地元のオックスファムサポーターであった。オックスファムとは、世界の貧困に生きる人びとがその貧困から抜け出せるよう支援することを目指した民間団体で、その活動の一環として先進国が発展途上国からの物資を不当に安く手に入れることがないことを目指している。
この理念はガースタン市民に受け入れられ、ガースタンでは公正貿易マーク (International Fairtrade Certification Mark) の使用を認められた商品の割合が70％を突破、フェアトレード製品の売上高は飛躍的に増大した。さらに、西アフリカのココア農場と公正貿易の理念に基づく取引を実現し、ガーナのニュー・コフォリデュアと姉妹都市関係を結ぶまでになった。
ガースタンでの活動が評判になったので、これに続く都市を増やすため、英国フェアトレード財団は「フェアトレード・タウンと認められるための基準」と「活動ガイドライン」を作成した。これにより、2001年から2006年の間にイギリスでフェアトレード財団からフェアトレード･タウンの認証を受けた町は、209に上った。
さらに英国フェアトレード財団が推進したフェアトレード・タウン運動の成功を広げるため、欧州委員会の分会が資金を提供し、ヨーロッパ各地のフェアトレード・タウン運動をまとめるための「ヨーロッパフェアトレード・タウンズ」と呼ばれる団体が作られた。
2006年11月、ロンドンのソースバンク大学（London Southbank University）で、初めての「ヨーロッパフェアトレード・タウンズ会議」が開催された。会議では次の決議がなされた。
- フェアトレードに賛同する団体・個人が自治体等と連携を取りやすいよう、手続きを整備し、手順書を作成すること。
- イギリスにあるフェアトレード・タウンを見本に、ヨーロッパ各国の事情に合わせて実現するための計画を作成すること。

この第1回会議は成功を収め、2008年1月にはベルギーのブリュッセルで第2回会議が開催されている。
2008年1月現在、フェアトレード・タウンを有する国は、スウェーデン、スペイン、ノルウェー、イタリア、アイルランド、フランス、フィンランド、カナダ、ベルギー、オーストリア、オランダ、イギリス、アメリカ合衆国である。
2011年6月には、熊本市が日本は元より、アジアで初めて認定された。
2015年9月には、名古屋市が認定を受けた。日本では、熊本、名古屋の他、札幌、逗子、宇都宮、一宮などでフェアトレードタウンを目指す市民活動が行われている。
2017年12月には、台北市が認定された。
2025年３月に、日本で７番目として鎌倉市が認定された。

### フェアトレードタウン国際会議
- 第1回　イギリス・ロンドン
- 第2回　ベルギー・ブリュッセル
- 第5回　スウェーデン・マルメ
- 第6回　2012年11月10日-11日　ポーランド・ポズナン
- 第7回　2013年8月28日-29日　ノルウェー・オスロ
- 第8回　2014年3月29日-30日　日本・熊本市
- 第9回　2015年7月4日-5日　イギリス・ブリストル[7]
- 第10回　2016年7月1日-3日予定　レバノン共和国[8]

## 基準
正式なガイドラインは国際FLO (FLO International) に加盟しているいくつかのフェアトレード・タウン認証団体の話し合いで決定されたものである。ある町（あるいは地域）がフェアトレードを実施していると認められるためには、次の5つの基準を満たさなければならない。
- その町の議会がフェアトレードを実施する旨の決議を出していること。また、議会や付属する食堂で出される茶とコーヒーは、フェアトレード製品を使用すること。
- 少なくとも2種類のフェアトレード製品を入手できる小売店と、飲食できるカフェ等があること。
  - 必要な小売店の数：人口1万人未満の場合、2500人につき1店舗。人口20万人未満の場合、5000人につき1店舗。人口50万人未満の場合、1万人につき1店舗。
  - 必要なカフェ等の数：人口1万人未満の場合、5000人につき1店舗。人口20万人未満の場合、1万人につき1店舗。人口50万人未満の場合、2万人につき1店舗。
- 多数の者が利用するいくつかの施設で、フェアトレード製品が使用されていること。例えば不動産業者、美容院、教会、学校など。
- メディア報道を使って、住民の活動への関心を高めること。
- そのフェアトレード・タウンを継続的に確実に維持するため、フェアトレード推進団体を作ること。

## その他のフェアトレード団体

### フェアトレード・カントリー
2002年、イギリスのウェールズでは、ウェールズをまるごと世界初のフェアトレード・カントリーとするため、いくつかの非政府組織(NGO)とフェアトレード運動家を集めて「ウェールズ・フェアトレードフォーラム」が開催された。そこで合意された基本的な考えは、英国フェアトレード財団が作成したフェアトレードタウン計画に基づく。2005年にはウェールズ議会政府が支持を表明し、2006年にはスコットランドやウェールズのフェアトレード団体の同意を得たフェアトレード・カントリー基準が作成された。現在も、フェアトレード製品の利用を促進するため、スコットランドやウェールズの各地でフェアトレード団体の活動促進が継続している。詳細はFairtradewales.comのウェブサイトを参照。
その概要は、
- 人口の75%が、毎年1回は、フェアトレード製品を購入しなければならない。
- 人口の40%の人々は、定期的にフェアトレード製品を購入しなければならない。
- すべての地方自治体には、フェアトレード活動を推進するためのフェアトレード団体がある。
- フェアトレード状態である55%の地方自治体を、毎年10%増加させること。

### 日本語
- 一般社団法人日本フェアトレード・フォーラム
- 第8回 フェアトレードタウン国際会議 in 熊本

### 英語
- Fairtrade Towns
- Max Havelaar Belgium - information on the campaign in Belgium
- Max Havelaar France - information on the campaign in France
- Fairtrade Ireland - information on the campaign in Ireland
- TransFair Italia - information on the campaign in Italy
- Fairtrade Max Havelaar Norge - information on the campaign in Norway
- Rättvisemärkt - information on the campaign in Sweden
- Fairtrade Foundation - information on the campaign in the UK
- Garstang - "the world's first Fairtrade Town"